# نهر ميامي
نهر ميامي أو Miami River يوجد في، ولاية فلوريد يمر من قلب مدينة ميامي ، ويبلغ طوله 8.9 كم، ويتدفق النهر من قناة ميامي عند مطار ميامي الدولي على خليج بيسكين ، وفي الأصل كان يسكن على ضفاف النهر السكان الأصليين للولايات المتحدة (الهنود) ، والنهر مهم جدا في الوقت الحالي لسكان ميامي وأيضا لبعض الأعمال في المدينة .

## معرض صور

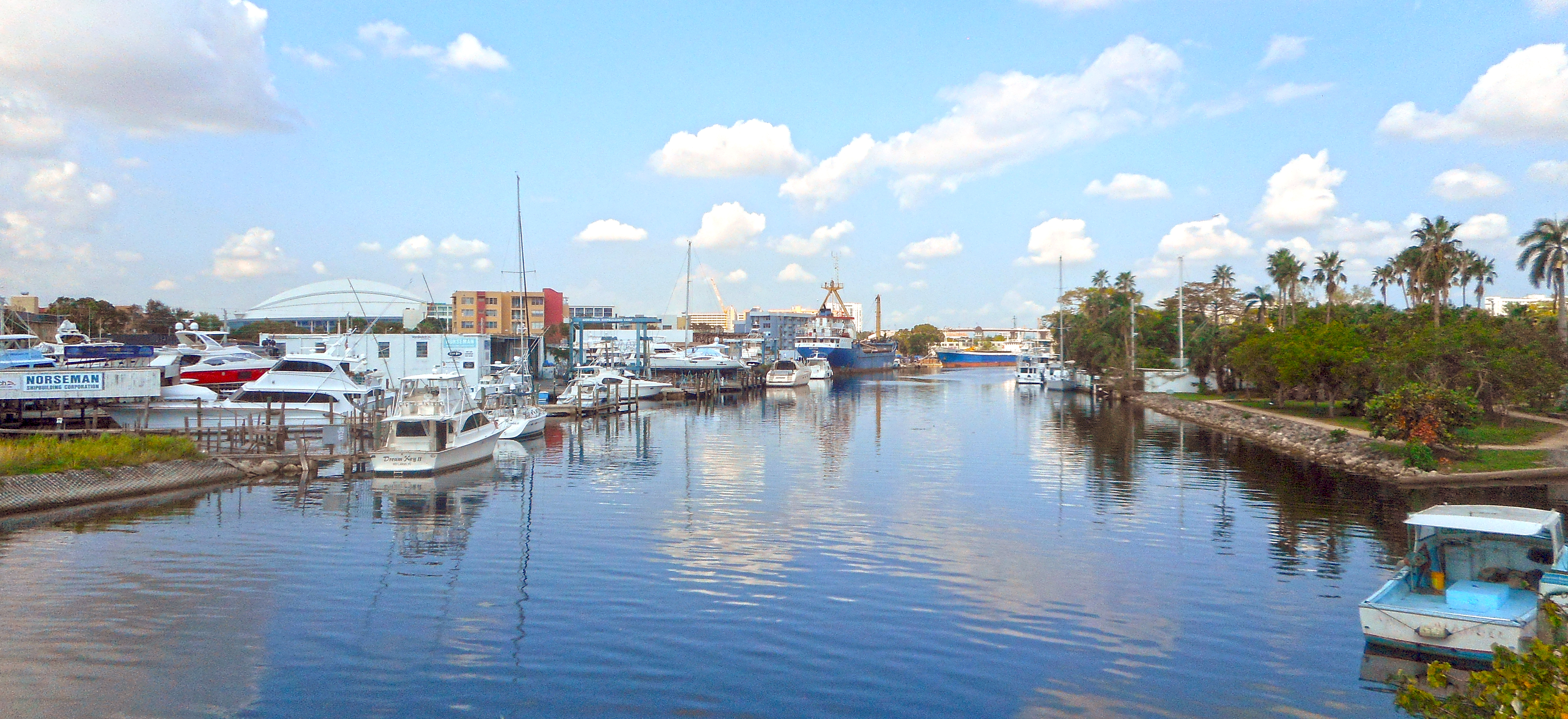
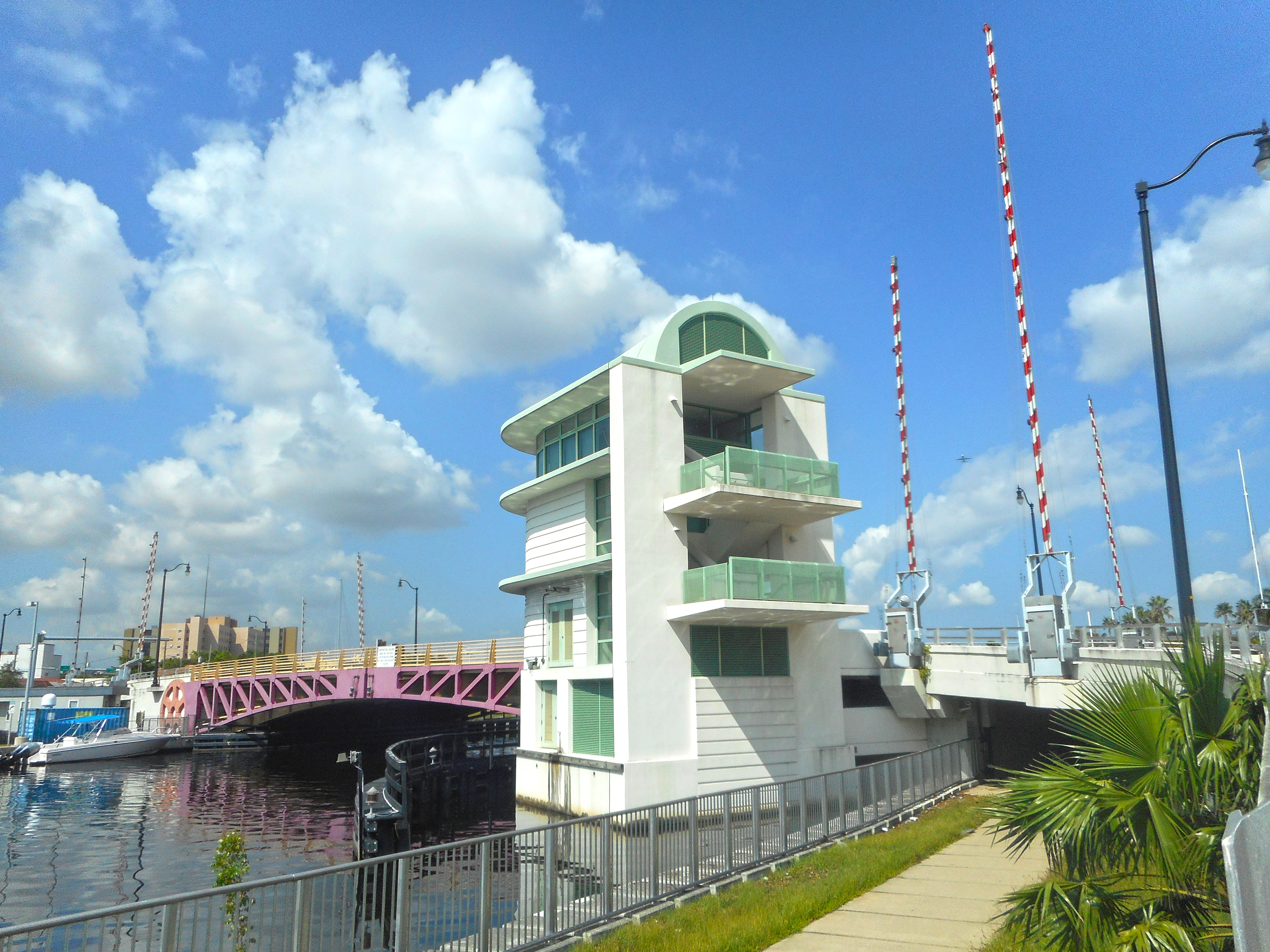
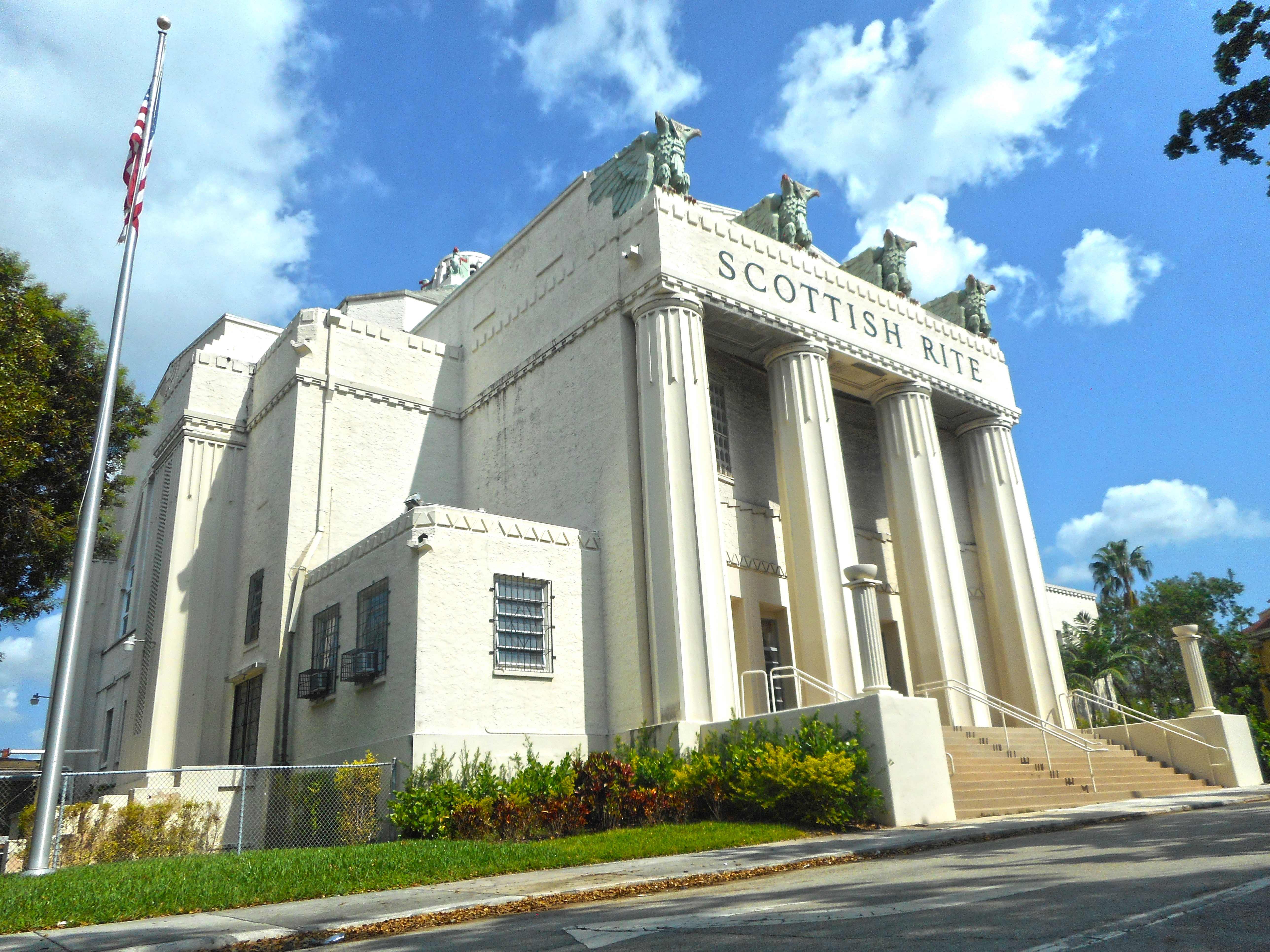